# Ягановское сельское поселение
Яга́новское се́льское поселе́ние — муниципальное образование в Череповецком районе Вологодской области Российской Федерации.
Административный центр — село Яганово.

## География
Расположено на северо-востоке района. Граничит:
- на северо-западе с Воскресенским сельским поселением,
- на западе с Климовским и Яргомжским сельскими поселениями,
- на юге с Тоншаловским сельским поселением,
- на востоке с Нифантовским, Ершовским и Камешниковским сельскими поселенями Шекснинского района.

По территории поселения проходит автотрасса А114, протекают реки Конома, Пустая Мушня, Крутец, Чернуха, Лапсара, в селе Яганово расположено озеро Ягановское.

## История
Образовано 1 января 2006 года в соответствии с Федеральным законом № 131 «Об общих принципах организации местного самоуправления в Российской Федерации». В состав сельского поселения вошёл Ягановский сельсовет.

## Руководители поселения
СССР
- <???> Офицеров Владимир Тимофеевич. Построил ныне действующее здание администрации на ул.Центральной

- <???> Петрова

- <???> Тихомиров Владимир Николаевич

- <???> Макарова Татьяна Михайловна

РОССИЙСКАЯ ФЕДЕРАЦИЯ
- <???> Муравьев Геннадий Валентинович. Ушёл в отставку в октябре 1997. Исполняющей обязанности с октября по декабрь 1997 была Смирнова Нина Андреевна (30.05.1957)

- С января 1997 - Назначена Смирнова Нина Андреевна (30.05.1957).

- 2005 - Избрана Смирнова Нина Андреевна (30.05.1957).

- С 11.10.2009 - Переизбрана Смирнова Нина Андреевна (30.05.1957),  выдвинутая партией "Единая Россия". Поддержало 44,42% от пришедших на выборы при явке 61,5%. Основные конкуренты - Лобунец Олег Викторович (самовыдвижение), набравший 32,73% голосов и Павликов Дмитрий Александрович, набравший 21,76% голосов.

- С 08.09.2013 - Избран Семенников Василий Анатольевич (20.03.1960), самовыдвижение. Поддержало 34,30% пришедших на выборы при явке 53.98%. Основной конкурент - Якушева Ольга Николаевна, выдвинутая партией "Единая Россия" и набравшая 33,06% голосов.

- С 10.09.2017 - Переизбран Семенников Василий Анатольевич (20.03.1960), выдвинутый партией "Единая Россия". Поддержало 72,27% пришедших на выборы при явке 52.83%. Основной конкурент Короткова Наталья Александровна, выдвинутая от КПРФ и набравшая 22,05% голосов.
- С 12.09.2022 - Избрана Штанова Екатерина Сергеевна (1985)

## Население
| 2011 | 2012  | 2013  | 2014  | 2015  | 2016  | 2017 |
| ---- | ----- | ----- | ----- | ----- | ----- | ---- |
| 1036 | ↗1049 | ↘1047 | ↘1045 | ↗1046 | ↘1029 | ↘985 |
| 2018 | 2019  | 2020  | 2021  | 2023  |       |      |
| ↘979 | ↘931  | ↘925  | ↗1047 | ↘1023 |       |      |

01.01.2018 979
01.01.2019 931

## Населённые пункты
В 1999 году был утверждён список населённых пунктов Вологодской области. С тех пор состав Ягановского сельсовета не менялся.
В состав сельского поселения входят 35 населённых пунктов, в том числе
32 деревни,
3 села.
| Населённый пункт         | ОКАТО          | Рег. номер | Расстояние до районного центра, км | Расстояние до центра поселения, км | Координаты                      |
| ------------------------ | -------------- | ---------- | ---------------------------------- | ---------------------------------- | ------------------------------- |
| деревня Бекетово         | 19 256 884 002 | 7844       | 30                                 | 9                                  | 59°17′27″ с. ш. 38°11′58″ в. д. |
| деревня Большие Стражи   | 19 256 884 003 | 7845       | 35                                 | 5                                  | 59°20′34″ с. ш. 38°12′43″ в. д. |
| деревня Большое Красново | 19 256 884 004 | 7846       | 43                                 | 13                                 | 59°26′43″ с. ш. 38°08′04″ в. д. |
| деревня Верхний Аньгобой | 19 256 884 005 | 7847       | 44                                 | 14                                 | 59°23′48″ с. ш. 38°11′04″ в. д. |
| деревня Глухая Лохта     | 19 256 884 034 | 7848       | 20                                 | 10                                 | 59°18′02″ с. ш. 38°04′38″ в. д. |
| деревня Горка            | 19 256 884 006 | 7849       | 39                                 | 9                                  | 59°24′29″ с. ш. 38°08′38″ в. д. |
| деревня Дор              | 19 256 884 007 | 7850       | 25                                 | 5                                  | 59°18′16″ с. ш. 38°09′46″ в. д. |
| деревня Карельская Мушня | 19 256 884 008 | 7851       | 44                                 | 14                                 | 59°27′15″ с. ш. 38°08′45″ в. д. |
| деревня Костенево        | 19 256 884 010 | 7852       | 36                                 | 6                                  | 59°23′01″ с. ш. 38°09′04″ в. д. |
| деревня Кубино           | 19 256 884 035 | 7853       | 45                                 | 15                                 | 59°26′22″ с. ш. 38°10′59″ в. д. |
| деревня Ленино           | 19 256 884 011 | 7854       | 35                                 | 5                                  | 59°22′37″ с. ш. 38°08′22″ в. д. |
| село Лохта               | 19 256 884 012 | 7855       | 33                                 | 3                                  | 59°18′57″ с. ш. 38°06′32″ в. д. |
| деревня Малое Красново   | 19 256 884 014 | 7856       | 47                                 | 17                                 | 59°27′39″ с. ш. 38°06′14″ в. д. |
| деревня Малое Яганово    | 19 256 884 036 | 7857       | 37                                 | 7                                  | 59°21′18″ с. ш. 38°06′08″ в. д. |
| деревня Малые Стражи     | 19 256 884 015 | 7858       | 34                                 | 4                                  | 59°20′14″ с. ш. 38°11′51″ в. д. |
| деревня Митенское        | 19 256 884 013 | 7859       | 27                                 | 6                                  | 59°17′55″ с. ш. 38°10′55″ в. д. |
| деревня Мухино           | 19 256 884 017 | 7860       | 30                                 | 10                                 | 59°17′40″ с. ш. 38°13′14″ в. д. |
| деревня Назаровская      | 19 256 884 018 | 7861       | 32                                 | 2                                  | 59°19′40″ с. ш. 38°09′35″ в. д. |
| деревня Нижний Аньгобой  | 19 256 884 019 | 7862       | 43                                 | 13                                 | 59°24′17″ с. ш. 38°12′11″ в. д. |
| деревня Нягослово        | 19 256 884 020 | 7863       | 36                                 | 6                                  | 59°21′30″ с. ш. 38°11′21″ в. д. |
| деревня Останино         | 19 256 884 021 | 7864       | 34                                 | 4                                  | 59°20′28″ с. ш. 38°05′22″ в. д. |
| деревня Павлово          | 19 256 884 022 | 7865       | 40                                 | 10                                 | 59°24′48″ с. ш. 38°09′00″ в. д. |
| деревня Пасточ           | 19 256 884 023 | 7866       | 45                                 | 15                                 | 59°23′41″ с. ш. 38°14′20″ в. д. |
| деревня Починок          | 19 256 884 024 | 7867       | 35                                 | 5                                  | 59°20′37″ с. ш. 38°10′51″ в. д. |
| деревня Соболево         | 19 256 884 025 | 7868       | 29                                 | 7                                  | 59°17′43″ с. ш. 38°12′12″ в. д. |
| деревня Соколово         | 19 256 884 026 | 7869       | 38                                 | 7                                  | 59°23′17″ с. ш. 38°09′53″ в. д. |
| деревня Тютнево          | 19 256 884 027 | 7870       | 34                                 | 4                                  | 59°22′05″ с. ш. 38°08′15″ в. д. |
| деревня Уварково         | 19 256 884 028 | 7871       | 31                                 | 1                                  | 59°20′58″ с. ш. 38°08′01″ в. д. |
| село Угрюмово            | 19 256 884 029 | 7872       | 37                                 | 7                                  | 59°23′46″ с. ш. 38°08′18″ в. д. |
| деревня Умлянда          | 19 256 884 037 | 7873       | 42                                 | 12                                 | 59°25′33″ с. ш. 38°10′17″ в. д. |
| деревня Федорково        | 19 256 884 030 | 7874       | 29                                 | 8                                  | 59°17′22″ с. ш. 38°12′45″ в. д. |
| деревня Хлебаево         | 19 256 884 031 | 7875       | 32                                 | 2                                  | 59°20′41″ с. ш. 38°08′31″ в. д. |
| деревня Царево           | 19 256 884 032 | 7876       | 22                                 | 8                                  | 59°18′17″ с. ш. 38°06′43″ в. д. |
| деревня Шурово           | 19 256 884 033 | 7877       | 27                                 | 3                                  | 59°18′54″ с. ш. 38°08′21″ в. д. |
| село Яганово             | 19 256 884 001 | 7843       | 30                                 | —                                  | 59°19′59″ с. ш. 38°08′09″ в. д. |